# Bronisław Malinowski (atleta)
Bronisław Malinowski (Nowe, 4 giugno 1951 – Grudziądz, 27 settembre 1981) è stato un siepista e mezzofondista polacco, campione olimpico dei 3 000 metri siepi a Mosca 1980 e medaglia d'argento a Montréal 1976.

## Biografia
La sua prima competizione internazionale avvenne ai Giochi olimpici di Monaco di Baviera nel 1972, quando si classificò quarto nella propria specialità dei 3000 m siepi, ma già due anni dopo arrivò al primo posto ai Campionati europei.
Ai Giochi olimpici di Montréal 1976 conquistò la medaglia d'argento nei 3000 m siepi, preceduto solo dal suo grande rivale, lo svedese Anders Gärderud, che in quella occasione stabilì anche il record mondiale.
Dopo il ritiro di Gärderud alla fine del 1976, il suo rivale divenne il keniota Henry Rono, che batté il record mondiale nel 1978, ma che non poté partecipare ai Giochi olimpici di Mosca 1980 a causa del boicottaggio da parte del suo paese. A questi Giochi Malinowski conquistò la medaglia d'oro, davanti al tanzaniano Filbert Bayi e all'etiope Erhetu Tura.
Nel settembre del 1981, ad appena 30 anni, perse la vita in un incidente stradale causato da un camion nei pressi della sua abitazione di Grudziądz in Polonia.

## Record nazionali

### Seniores
- 3 000 metri piani: 7'42"4 m ( Oslo, 4 luglio 1974)
- 5 000 metri piani: 13'17"69 ( Stoccolma, 5 luglio 1976)
- 3 000 metri siepi: 8'09"11 ( Montréal, 28 luglio 1976)

## Palmarès
| Anno | Manifestazione    | Sede      | Evento         | Risultato | Prestazione | Note                  |
| ---- | ----------------- | --------- | -------------- | --------- | ----------- | --------------------- |
| 1970 | Europei juniores  | Colombes  | 2000 m siepi   | Oro       | 5'44"00     |                       |
| 1971 | Europei           | Helsinki  | 5000 m piani   | 8º        | 13'39"4     |                       |
| 1972 | Giochi olimpici   | Monaco    | 5000 m piani   | Batteria  | 13'48"2     |                       |
| 1972 | Giochi olimpici   | Monaco    | 3000 msiepi    | 4º        | 8'27"92     |                       |
| 1973 | Europei indoor    | Rotterdam | 3000 m piani   | 8º        | 8'07"08     |                       |
| 1974 | Europei           | Roma      | 10000 m piani  | 4º        | 28'27"95    |                       |
| 1974 | Europei           | Roma      | 3000 m siepi   | Oro       | 8'15"04     | Record dei campionati |
| 1975 | Universiadi       | Roma      | 3000 m siepi   | Oro       | 8'22"32     |                       |
| 1976 | Giochi olimpici   | Montréal  | 1500 m piani   | Batteria  | 3'41"67     |                       |
| 1976 | Giochi olimpici   | Montréal  | 3000 m siepi   | Argento   | 8'09"11     | Record nazionale      |
| 1978 | Europei           | Praga     | 3000 m siepi   | Oro       | 8'15"08     |                       |
| 1979 | Mondiali di cross | Limerick  | Corsa seniores | Argento   | 37'29"      |                       |
| 1979 | Mondiali di cross | Limerick  | A squadre      | 7º        | 320 p.      |                       |
| 1980 | Giochi olimpici   | Mosca     | 3000 m siepi   | Oro       | 8'09"70     |                       |

## Altre competizioni internazionali
1974
- Argento all'ISTAF Berlin ( Berlino), 2 miglia - 8'17"8
- Oro alla Corrida de Houilles ( Houilles) - 26'56"

1975
- Argento in Coppa Europa ( Nizza), 1500 m piani - 3'39"8
- Bronzo in Coppa Europa ( Nizza), 3000 m siepi - 8'18"6
- Argento al DN Galan ( Stoccolma), 3000 m siepi - 8'12"62

1976
- 4º al DN Galan ( Stoccolma), miglio - 3'55"40

1977
- Argento al DN Galan ( Stoccolma), 3000 m siepi - 8'16"94
- 4º ai Bislett Games ( Oslo), 1500 m piani - 3'40"5

1978
- Oro all'ISTAF Berlin ( Berlino), 3000 m siepi - 8'11"63
- Oro al DN Galan ( Stoccolma), 3000 m siepi - 8'16"33

1979
- Oro al Cross di Alà dei Sardi ( Alà dei Sardi - 31'02"0

1980
- 4º al Memorial Van Damme ( Bruxelles), 5000 m piani - 13'24"9
- Bronzo al DN Galan ( Stoccolma), 3000 m siepi - 8'20"95
- 6º al Golden Gala ( Roma), 1500 m piani - 3'39"32

1981
- Oro in Coppa del mondo ( Roma), 3000 m siepi - 8'19"89